# 霧島サービスエリア
霧島サービスエリア（きりしまサービスエリア）は、宮崎県小林市にある宮崎自動車道のサービスエリアである。

## 概要
当SA内から霧島連山が展望できる。また宮崎道で唯一、レストラン、インフォメーション・FAXサービス（いずれも下り線のみ）のあるエリアである。
ガソリンスタンドは2009年3月31日をもって廃止されていたが、東九州自動車道の延伸による利用者増加を見越して、2014年7月31日から上下線でガソリンスタンドの営業を再開した。利用者は増えており再開後はガソリンスタンドの営業時間が24時間になっていたが、再び時間営業制に戻された。

## 道路
- E10 宮崎自動車道

## 施設

### 上り線（えびの方面）
- 駐車場
  - 大型 20台
  - 小型 50台
  - 二輪 4台
  - トレーラー 2台
- トイレ
  - 男性 大4（和式2・洋式2）・小10
  - 女性 12（和式6・洋式6）
  - 車椅子用 1

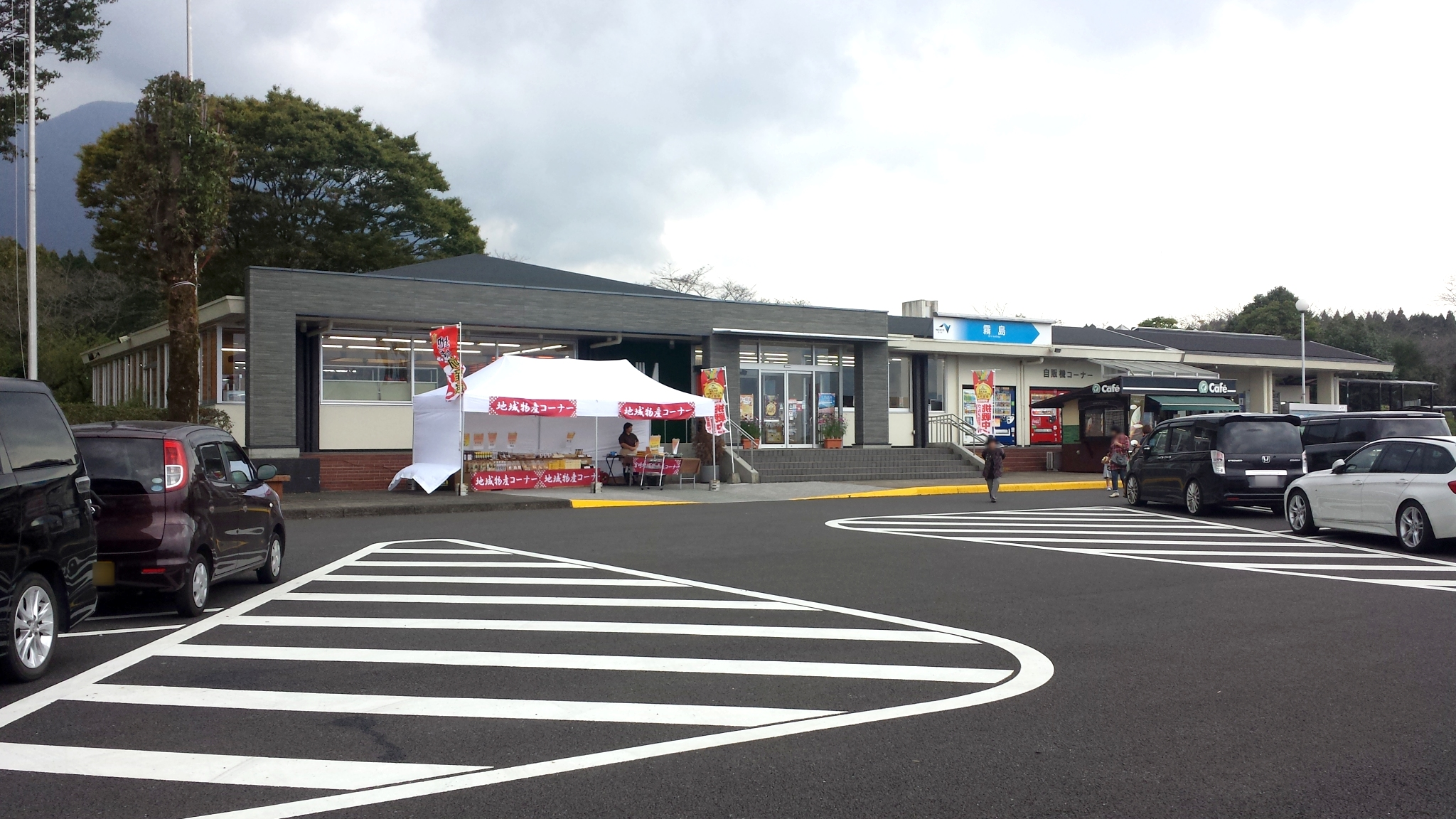
上り線外観

- レストラン（宮交ショップアンドレストラン、8:00 - 20:00）
- スナック（宮交ショップアンドレストラン、7:00 - 22:00）
- ショッピング（宮交ショップアンドレストラン、8:00 - 20:00）
- 自動販売機
- 携帯電話充電器（8:00 - 20:00）
- 郵便ポスト（小林郵便局）
- ガソリンスタンド（出光興産（西日本宇佐美）、8:00 - 20:00）セルフ式
  - 営業再開前は、九州石油→新日本石油（エネクス石油販売西日本、9:00 - 21:00）であった。

### 下り線（宮崎方面）
- 駐車場
  - 大型 20台
  - 小型 50台
  - 二輪 4台
  - トレーラー 2台
- トイレ
  - 男性 大4（和式2・洋式2）・小10
  - 女性 12（和式6・洋式6）
  - 車椅子用 1

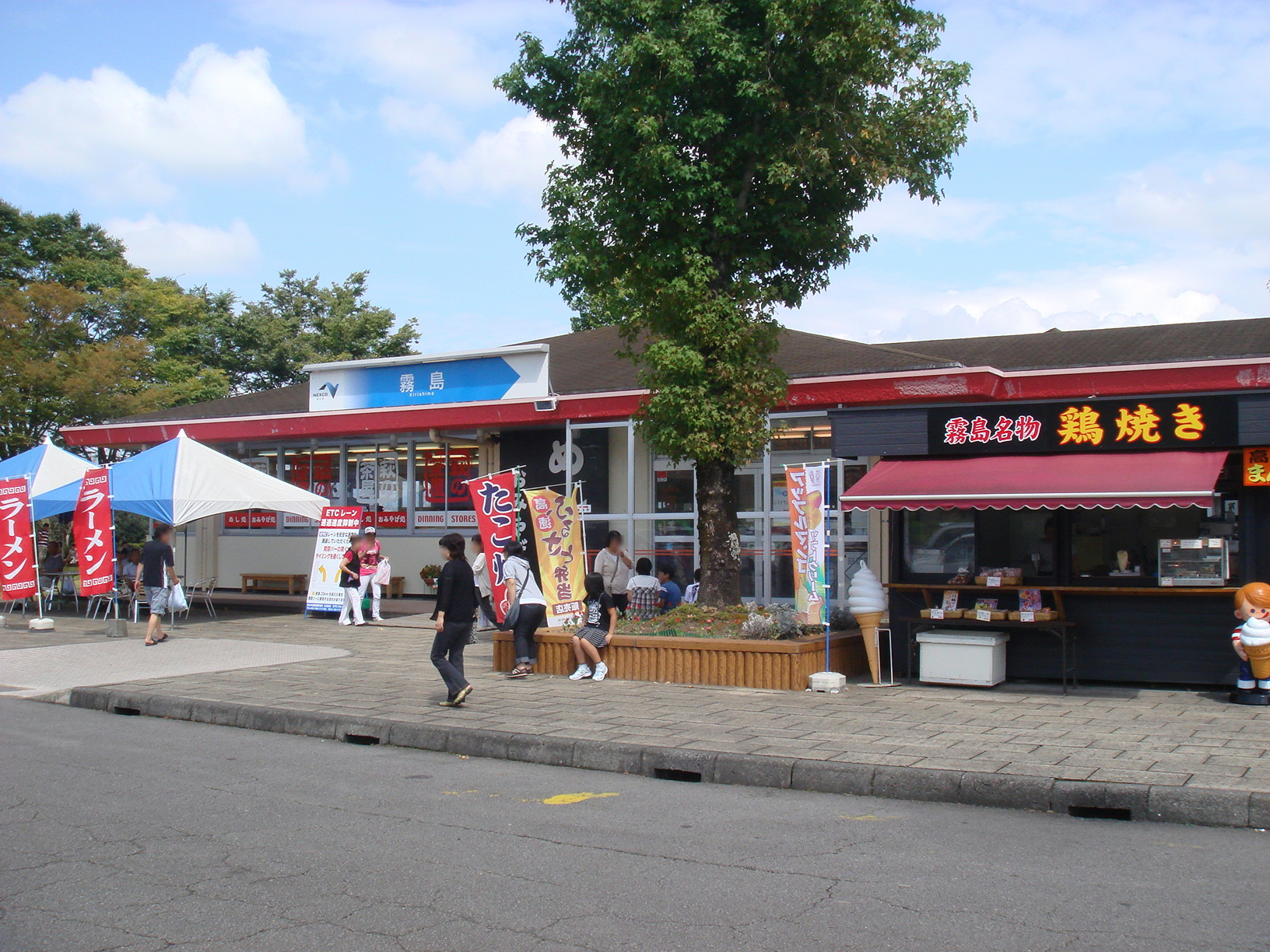
下り線外観

- レストラン（宮交ショップアンドレストラン、8:00 - 20:00）
- スナック（宮交ショップアンドレストラン、7:00 - 22:00）
- ショッピング（宮交ショップアンドレストラン、8:00 - 20:00）
- 自動販売機
- 携帯電話充電器（8:00 - 20:00）
- 郵便ポスト（小林郵便局）
- ガソリンスタンド（出光興産（西日本宇佐美）、8:00 - 20:00）セルフ式
  - 営業再開前は、コスモ石油（東九州石油、9:00 - 21:00）であった。

## 隣
E10 宮崎自動車道
(1)小林IC/BS - 霧島SA - (2)高原IC/BS